# Tratado de Basileia (1499)

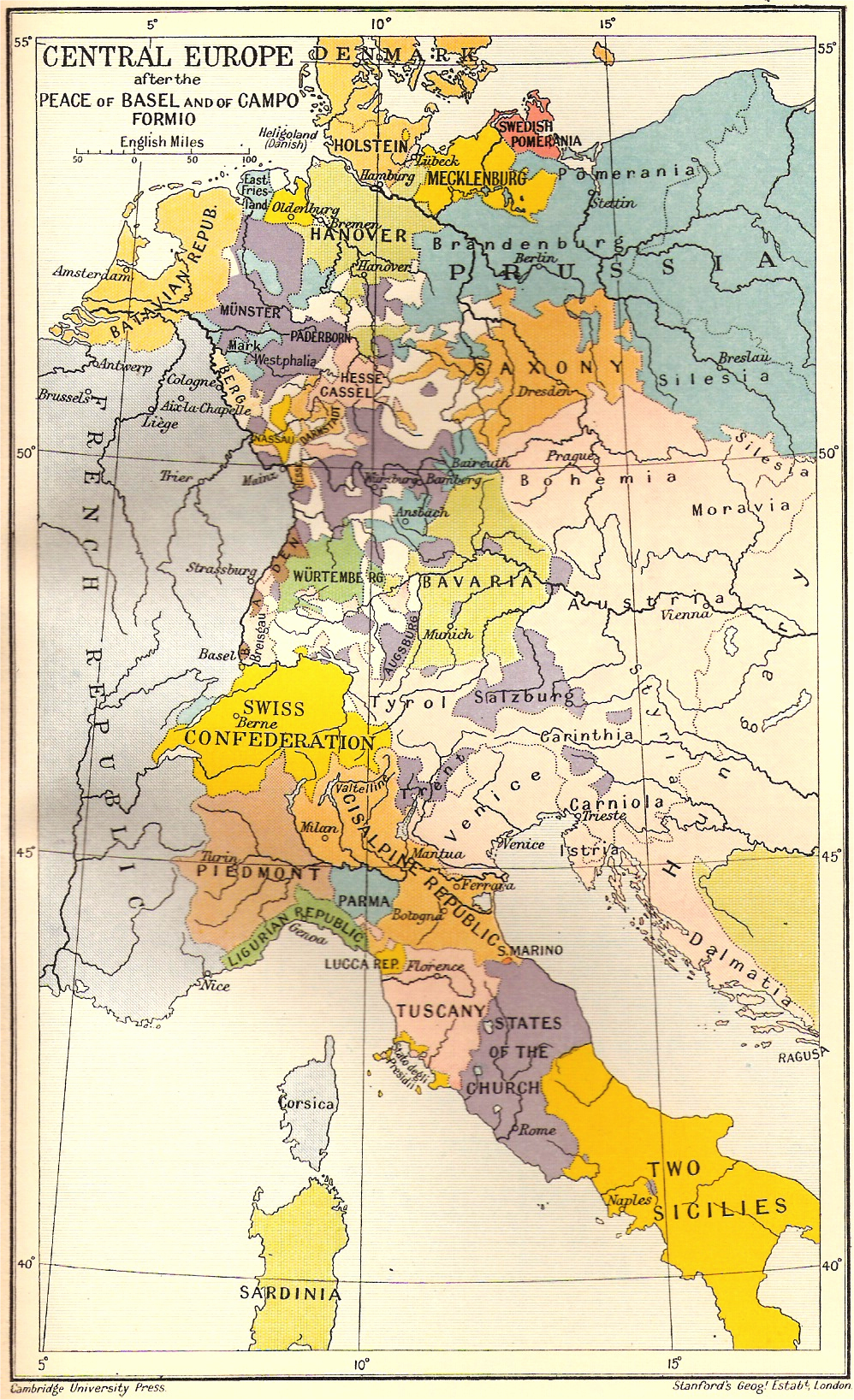
Paz de Basileia.

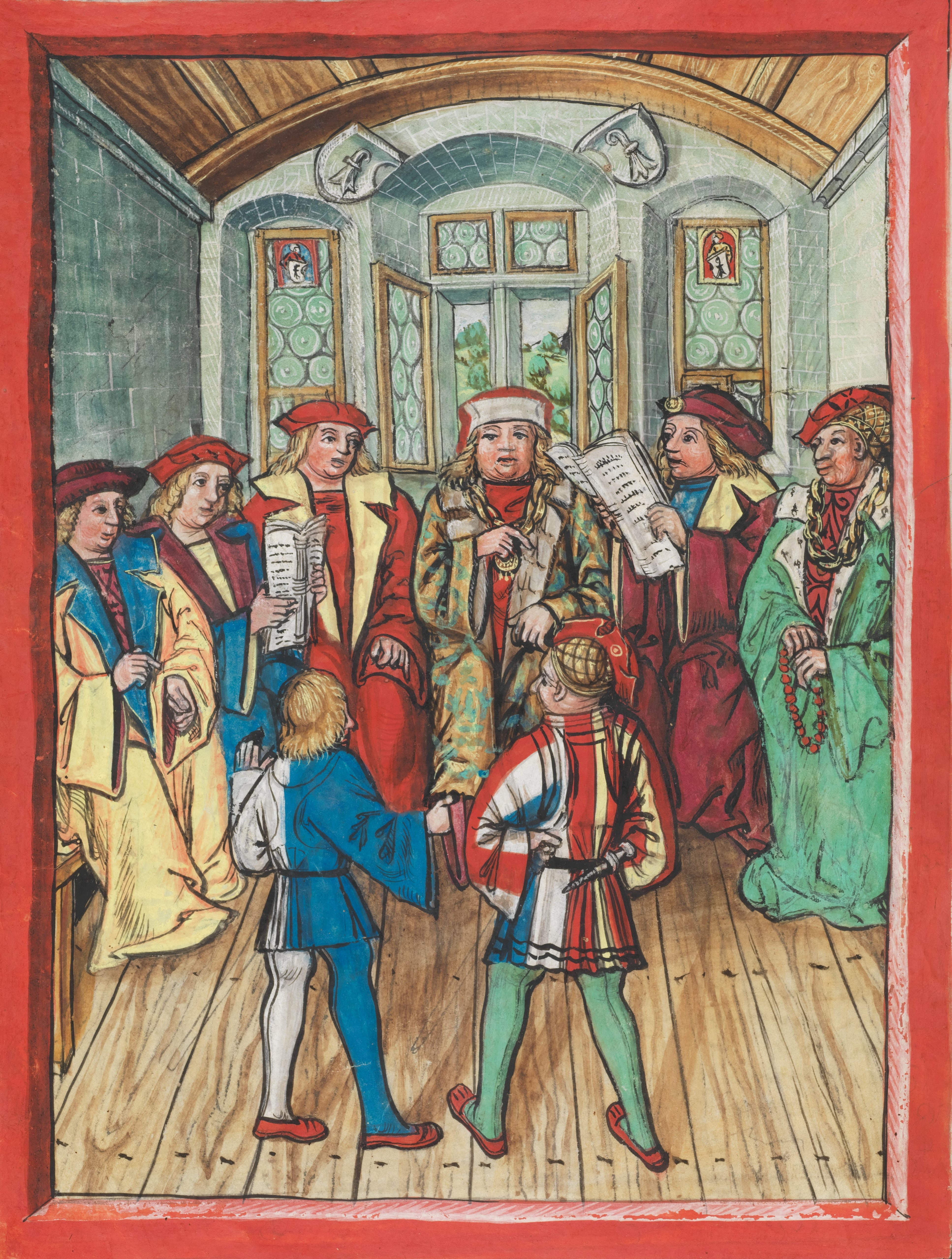
Negociações para a Paz de Basileia, em 1499.

O Tratado de Basileia, ou Paz de Basileia, de 22 de setembro de 1499, foi um armistício após a Batalha de Dornach, concluindo a Guerra da Suábia, travada entre a Liga da Suábia e a Antiga Confederação Suíça.
O tratado restaurou o status quo ante territorialmente. Oito dos dez membros da Liga das Dez Jurisdições foram confirmados como nominalmente sujeitos aos Habsburgos, mas sua participação na liga e sua aliança com a Confederação Suíça permaneceriam em vigor.
A jurisdição sobre Thurgau, anteriormente um empréstimo imperial para a cidade de Constança, deveria passar para a Confederação Suíça. A proibição imperial e todos os embargos contra os cantões suíços deveriam ser interrompidos.

Na historiografia suíça do século XIX, o tratado foi apresentado como um passo importante para a independência de fato da Confederação Suíça do Sacro Império Romano. Nas palavras de Wilhelm Oechsli (1890), o tratado representava "o reconhecimento da independência suíça pela Alemanha". Essa visão passou a ser considerada insustentável na literatura do século XX (Sigrist 1949, Mommsen 1958), pois não há indicação de que os líderes da Confederação na época tivessem qualquer desejo de se distanciar do Império. No entanto, a Confederação foi substancialmente fortalecida como uma política dentro do Império pelo tratado, e uma consequência imediata disso foi a ascensão de Basileia e Schaffhausen em 1501, como parte da expansão (1481-1513) dos Oito Cantões do final da Idade Média para os Treze Cantões da era moderna.